# Vital Eiselt
Vital Eiselt (Lubiana, 6 maggio 1941) è un ex cestista jugoslavo.

## Carriera
Con la Jugoslavia ha disputato i Giochi olimpici di Tokyo 1964, i Campionati mondiali del 1963 e due edizioni dei Campionati europei (1961, 1965).

## Palmarès
- YUBA liga: 2

AŠK Lubiana: 1966, 1969-70